# Towers Financial Corporation
Towers Financial Corporation foi uma agência de cobrança de dívidas com sede em Manhattan, Nova Iorque. Entre 1988 e 1993, a Towers Financial administrou um esquema Ponzi, que foi a maior fraude financeira da história americana antes da descoberta de Bernie Madoff.

## História
A empresa, fundada no início dos anos 1970 no centro de Manhattan e incorporada em Delaware, era uma agência de cobrança de dívidas que pagava um centavo por dólares por empréstimos que os vendedores consideravam inúteis, concentrando-se em dívidas que as pessoas deviam a hospitais, bancos e empresas de telefonia. Steven Hoffenberg foi seu fundador, CEO, presidente e presidente.

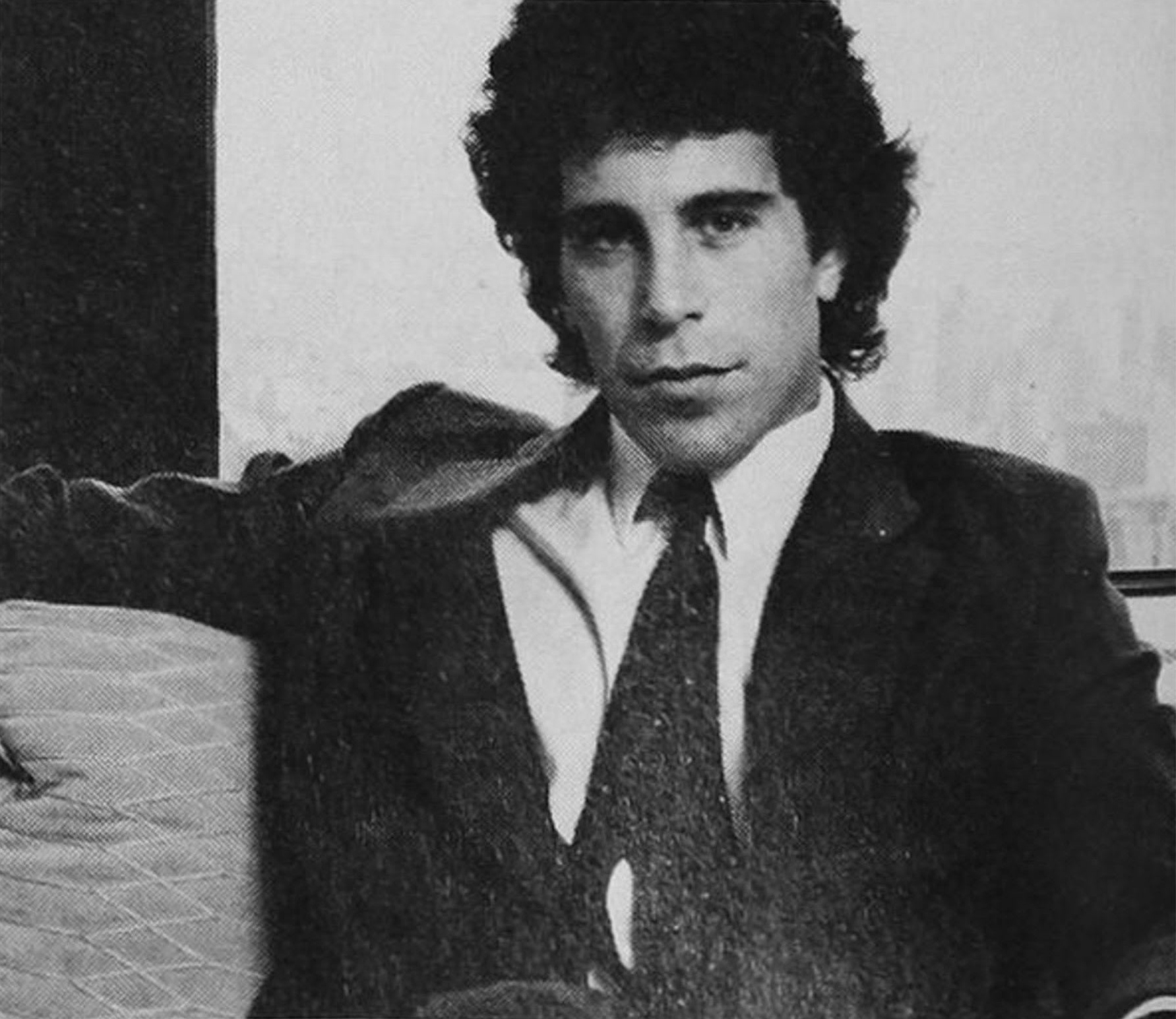
Jeffrey Epstein

Hoffenberg contratou Jeffrey Epstein em 1987 para ajudar na Towers Financial Corporation. Hoffenberg instalou Epstein em escritórios nas Villard Houses em Manhattan e pagou-lhe 25 mil dólares (equivalente a 56 mil dólares nos dias atuais) por mês por seu trabalho de consultoria. Eles tentaram, sem sucesso, assumir a Pan Am em uma incursão corporativa com a Towers Financial. Sua oferta fracassou, em parte por causa do bombardeio terrorista de 1988 do voo 103 da Pan Am sobre Lockerbie, que acabou contribuindo para a falência da companhia aérea. Foi feita uma oferta sem êxito semelhante em 1988 para assumir a Emery Air Freight Corp.
Entre 1988 e 1993, a Towers Financial levantou mais de quatrocentos milhões de dólares com a venda de títulos e notas promissórias a investidores, atraindo-os a usar falsas demonstrações financeiras. Hoffenberg e seus associados usaram o dinheiro que haviam levantado para pagar custos operacionais, pagar investidores anteriores e pagar a si mesmos. Hoffenberg começou a usar os fundos da Towers Financial para pagar um estilo de vida luxuoso que incluía uma mansão em Locust Valley, Long Island, casas em Sutton Place, em Manhattan e na Flórida, e vários carros e aviões. O esquema Ponzi foi a maior fraude financeira da história americana antes da descoberta de Bernie Madoff.
Em fevereiro de 1993, a Comissão de Títulos e Câmbio dos Estados Unidos acusou a empresa de reportar um lucro fraudulento de treze milhões de dólares (equivalente a 24 milhões de dólares nos dias atuais) nos quatro anos findos em 30 de junho de 1991, perdeu 137 milhões de dólares (equivalente a 257 milhões de dólares nos dias atuais). Em março de 1993, a Towers Financial entrou com um pedido de proteção contra falência de acordo com o Capítulo 11 do Código de Falências dos Estados Unidos.
Hoffenberg se declarou culpado em abril de 1995 por cinco acusações criminais, enganando milhares de investidores em 462 milhões de dólares, se entregando ao FBI em Manhattan e foi processado e libertado sob fiança. Ele foi condenado em 1997 pelo juiz federal Robert W. Sweet a vinte anos de prisão e foi libertado em 2013, depois de cumprir dezoito anos. Ele também foi condenado a pagar uma restituição de 462 milhões de dólares (equivalente a 736 milhões de dólares nos dias atuais) e uma multa de um milhão de dólares.
Os executivos financeiros da Towers Mitchell Brater (vice-presidente) e Michael Rosoff (diretor jurídico) receberam sentenças de prisão de sete a nove anos, e Rosoff foi impedido. Epstein não foi acusado. Em julho de 2019, Hoffenberg afirmou que Epstein era seu "co-conspirador não carregado" no esquema Ponzi.